# Villeperdue
Villeperdue település Franciaországban, Indre-et-Loire megyében. Lakosainak száma 1110 fő (2022. január 1.). Villeperdue Sainte-Catherine-de-Fierbois, Saint-Épain, Sorigny és Thilouze községekkel határos.

## Népesség
A település népessége az elmúlt években az alábbi módon változott:
| Lakosok száma | 641  | 586  | 767  | 925  | 980  | 995  | 1030 | 1074 | 1077 | 1110 |
|               | 1968 | 1982 | 1990 | 2006 | 2013 | 2015 | 2017 | 2019 | 2020 | 2022 |